# Накадзима, Хираку
Хираку Накадзима (род. 30 ноября 1962) — японский математик. Ph.D. (Токийский университет, с 1991). В 2002 участвовал в Международном математическом конгрессе в Пекине, где выступал в качестве пленарного спикера. Получил премию Коула по алгебре за 2003 год. Доказал гипотезу Некрасова. В 2014 ему была вручена Премия Японской академии наук. С 2018 года полный профессор Института им. Кавли (около Токио).